# Xyliodes
Xyliodes là một chi bướm đêm thuộc họ Erebidae.